# Kokkari
Kokkari (griechisch Κοκκάρι (n. sg.)) ist ein kleiner Touristenort an der Nordküste der griechischen Insel Samos. Die Stadt Samos liegt fast 10 km südöstlich, Vourliotes etwa 4 km westlich entfernt.
Gegründet wurde Kokkari im 19. Jahrhundert auf den Ruinen eines älteren Dorfes von Siedlern aus dem Nachbardorf Mytilinii. Kokkari bedeutet auf Deutsch „kleine Zwiebel“ und ist ein Hinweis auf das in früheren Zeiten hier angebaute gleichnamige Gemüse.
Die wichtigste Einnahmequelle für Kokkari ist der Tourismus, der in den frühen 1990er Jahren Einzug in Kokkari gehalten hat, darauf folgt das Ölkraftwerk des staatlichen Energieversorgers DEI. Die Fischerei, in der früher ein Großteil der Einwohner von Kokkari gearbeitet hat, spielt heute nur noch eine untergeordnete Rolle.
In der Nähe des Fischereihafens befindet sich das Wahrzeichen des Dorfes, der „Cavos“, ein großer Felsbrocken. Kokkari hat einen kleinen Fischereihafen und drei Strände: der Stadtstrand heißt „Longbeach“, er befindet sich in der Nähe des Cavos. Der zweite trägt den Namen „Lemonakia“ (griech. Limonen) und ist rund 1,5 Kilometer westlich von Kokkari. Der dritte heißt „Tsamadou-Beach“ und ist etwa 3 Kilometer von Kokkari in gleicher Richtung entfernt, etwas weiter davon liegt „Tsambou-Beach“.
Mit der Umsetzung der Gemeindereform nach dem Kapodistrias-Programm im Jahr 1997 erfolgte die Eingliederung von Kokkari in die Gemeinde Vathy. Nach dem Zusammenschluss der ehemaligen Gemeinden der Insel nach der Verwaltungsreform 2010 zur Gemeinde Samos (Δήμος Σάμου Dímos Sámou), zählt durch die Korrektur 2019 in zwei Gemeinden der Ort zur Gemeinde Anatoliki Samos.
Einwohnerentwicklung von Kokkari
| 1913 | 1920  | 1928 | 1940 | 1951 | 1961 | 1971 | 1981 | 1991 | 2001 | 2011 |
| ---- | ----- | ---- | ---- | ---- | ---- | ---- | ---- | ---- | ---- | ---- |
| 1514 | 1385* | 1536 | 1423 | 1279 | 1070 | 849  | 965  | 894  | 973  | 1060 |

*einschließlich Paralia Kokkariou mit 170 Einwohnern